# Empresa Nacional del Petróleo
Empresa Nacional del Petróleo (ENAP) é uma companhia petrolífera estatal com sede em Los Condes, no Chile.

## História
A companhia foi criada em 1950.

## Subsidiárias ou empresas com participação
- Petropower Energía Ltda
- Productora de Diesel S.A.
- Terminales Marítimas Patagónicas S.A. (Argentina)
- Oleoducto Trasandino Chile (OT)
- Oleoducto Trasandino Argentina
- Inversiones Electrogas S.A.
- Gasoducto del Pacífico Chile S.A.
- Gasoducto del Pacífico Argentina S.A.
- Geotérmica del Norte S.A.
- Empresa Nacional de Geotermia
- Compañía Latinoamericana Petrolera S.A.
- Innergy Holdings S.A.
- Éteres y Alcoholes S.A.
- Petrosul S.A.
- Distribuidora Petrox S.A. (Peru)
- Norgas S.A.
- A&C Pipeline Holding